# 曲告纳镇
曲告纳镇，是中华人民共和国甘肃省甘南藏族自治州舟曲县下辖的一个乡镇级行政单位。
2017年3月15日，甘肃省民政厅批复同意撤销曲告纳乡，设立曲告纳镇。

## 行政区划
曲告纳镇下辖以下地区：
灿干村、莫诺村、乔玉诺村、盖欧村、茶坪村、李子坪村、拉莫盖托村、燕必村、托协村、拉尕村、瓜欧村、岔希村、岔吾果村、岔吾古村、阿吾村和木耶村。